# Battagram
Battagram (en ourdou : بٹگرا) est une ville pakistanaise située dans le district de Battagram, dans la province de Khyber Pakhtunkhwa. Elle est la capitale du district et du tehsil du même nom.
La ville est située à une altitude de 1 038 mètres. C'est une petite ville peu peuplée. Elle est située sur la route du Karakorum et à 75 kilomètres de Mansehra.